# Maria Christiaens
Maria Christiaens is een Belgisch voormalig bowler.

## Levensloop
Christiaens maakte deel uit van het 'Team of five' (voorts samengesteld uit Nadine Payeur, Lea Verstappen, Jacqueline Coudère, Agnes Vandenbergh) dat brons behaalde op de Europese kampioenschappen van 1969 te Kopenhagen.